# Albanisch-griechische Beziehungen
Die Albanisch-griechischen Beziehungen sind das zwischenstaatliche Verhältnis zwischen Albanien und Griechenland. Das Verhältnis war ab der albanischen Staatsgründung 1912 lange belastet, da Griechenland Ansprüche auf südalbanische Gebiete stellte und in beiden Ländern Minderheiten leben. Während der Balkankriege und der beiden Weltkriege spitzte sich dies jeweils zu bewaffneten Konflikten zu. Seit der Wiederaufnahme diplomatischer Beziehungen 1971 hat sich das Verhältnis allmählich verbessert. Heute kooperieren beide Länder wirtschaftlich und politisch eng (z. B. im Rahmen der NATO). Es sind allerdings noch einige Streitpunkte vorhanden, dazu zählen Entschädigungszahlungen für die im Zweiten Weltkrieg aus Griechenland vertriebenen Çamen-Albaner, die genaue Festlegung der Seegrenze zwischen beiden Staaten und der politische Status des Kosovos, der von Griechenland nicht als unabhängiger Staat anerkannt wird.

## Geschichte

### Antike
In der Antike gab es vielfältige Berührungspunkte zwischen dem Gebiet des heutigen Albanien und der griechischen Welt. Seit dem 7. Jahrhundert v. Chr. entstanden an der Adriaküste des Illyrischen Siedlungsraums griechische Kolonien, beginnend mit Epidamnos (heute Durrës), gefolgt von Apollonia um ca. 600 v. Chr. Im Süden des heutigen Albaniens gehörte die Region Epirus kulturell teils zur griechischen Sphäre – antike Autoren stritten jedoch, ob diese als „griechisch“ oder „barbarisch“ einzuordnen sei. Während der römischen, byzantinischen und osmanischen Epoche teilten die heutigen Gebiete Albaniens und Griechenlands lange Zeit ein gemeinsames historisches Schicksal unter derselben imperialen Herrschaft.

### Neuzeit

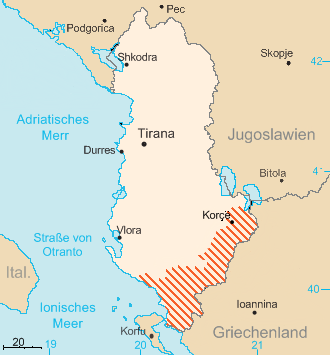
Von Griechenland zwischenzeitlich beanspruchte Gebiete im Süden Albaniens

In spätosmanischer Zeit lebten Albaner und Griechen unter dem Dach des Osmanischen Reiches, doch bereits im 18. und 19. Jahrhundert traten Spannungen zutage: Der albanischstämmige Provinzherrscher Ali Pascha von Tepelena regierte um 1800 von Ioannina aus ein quasi unabhängiges Paschalik in Epirus und Thessalien und den Peloponnes, bis er 1822 vom Sultan gestürzt und getötet wurde, nachdem er mit den Aufständischen der griechischen Unabhängigkeitsbewegung kooperiert hatte. Nach der Unabhängigkeit des Königreichs Griechenland 1830 geriet Epirus, wo Albaner und Griechen lebten, zunehmend in den Fokus griechischer Gebietsansprüche. 1881 musste das Osmanische Reich den Süden von Epirus (um Arta) an Griechenland abtreten. Parallel formierte sich Ende des 19. Jahrhunderts die albanische Nationalbewegung (Rilindja), die – ähnlich dem griechischen Nationalismus – große Teile des Epirus für sich beanspruchte.
Im Ersten Balkankrieg 1912 eroberte Griechenland große Teile Südalbaniens (Nordepirus). Dennoch erkannten die europäischen Großmächte 1913 die Unabhängigkeit Albaniens in Grenzen an, die auch das umstrittene Nordepirus einschlossen. Im Detail waren die Grenzen Albaniens aber noch festzulegen. Lokale pro-griechische Milizen riefen 1914 mit Rückendeckung aus Athen die Autonome Republik Nord-Epirus aus; im Protokoll von Korfu vom Mai 1914 gestand die albanische Seite diesem Gebiet weitreichende Autonomierechte zu. Während des Ersten Weltkriegs besetzten griechische Truppen zeitweise Teile Südalbaniens. Griechenlands auf der Pariser Friedenskonferenz 1919 erhobene Forderungen auf Nordepirus scheiterten am albanischen Widerstand. Mit dem Protokoll von Kapshtica vom Mai 1920 verzichtete Griechenland schließlich – vorbehaltlich einer endgültigen Grenzregelung durch die Siegermächte – auf seine Gebietsansprüche im Gegenzug zur Zusicherung von Minderheitenrechten für die Griechen in Albanien. 1925/26 erkannte Griechenland die Grenzziehung endgültig an.

#### Sozialistisches Albanien (1945–1990)
Nach dem Zweiten Weltkrieg blieben die bilateralen Beziehungen über Jahrzehnte stark belastet. Griechenland hatte 1940 Albanien den Krieg erklärt, nachdem vom annektierten Albanien aus Italien in Griechenland einmarschiert war. Dieser Kriegszustand wurde von Athen erst 1987 per Regierungsdekret aufgehoben, besteht formell jedoch bis heute an, da die parlamentarische Bestätigung noch aussteht.
Als Reaktion auf die Kollaboration einiger Albaner im griechischen Epirus mit den faschistischen Besatzern hatte Griechenland 1944 die Çamen aus dem Land vertrieben, wobei es zu zahlreichen Toten kam. 1945 versuchte Griechenland außerdem vergeblich, die Abtretung Nordepirus’ als Kriegsentschädigung durchzusetzen. Während des griechischen Bürgerkriegs (1946–49) unterstützte das kommunistische Albanien die griechischen Aufständischen, was die Feindschaft weiter vertiefte.
Im Kalten Krieg standen sich beide Staaten feindlich gegenüber, und die Grenze war hermetisch abgeriegelt, da der kommunistische Diktator Enver Hoxha sowohl Titos Jugoslawien als auch dem NATO-Mitglied Griechenland misstraute. Offizielle diplomatische Beziehungen bestanden jahrzehntelang nicht und wurden erst am 6. Mai 1971 wieder aufgenommen.

#### Beziehungen seit den 1990er Jahren

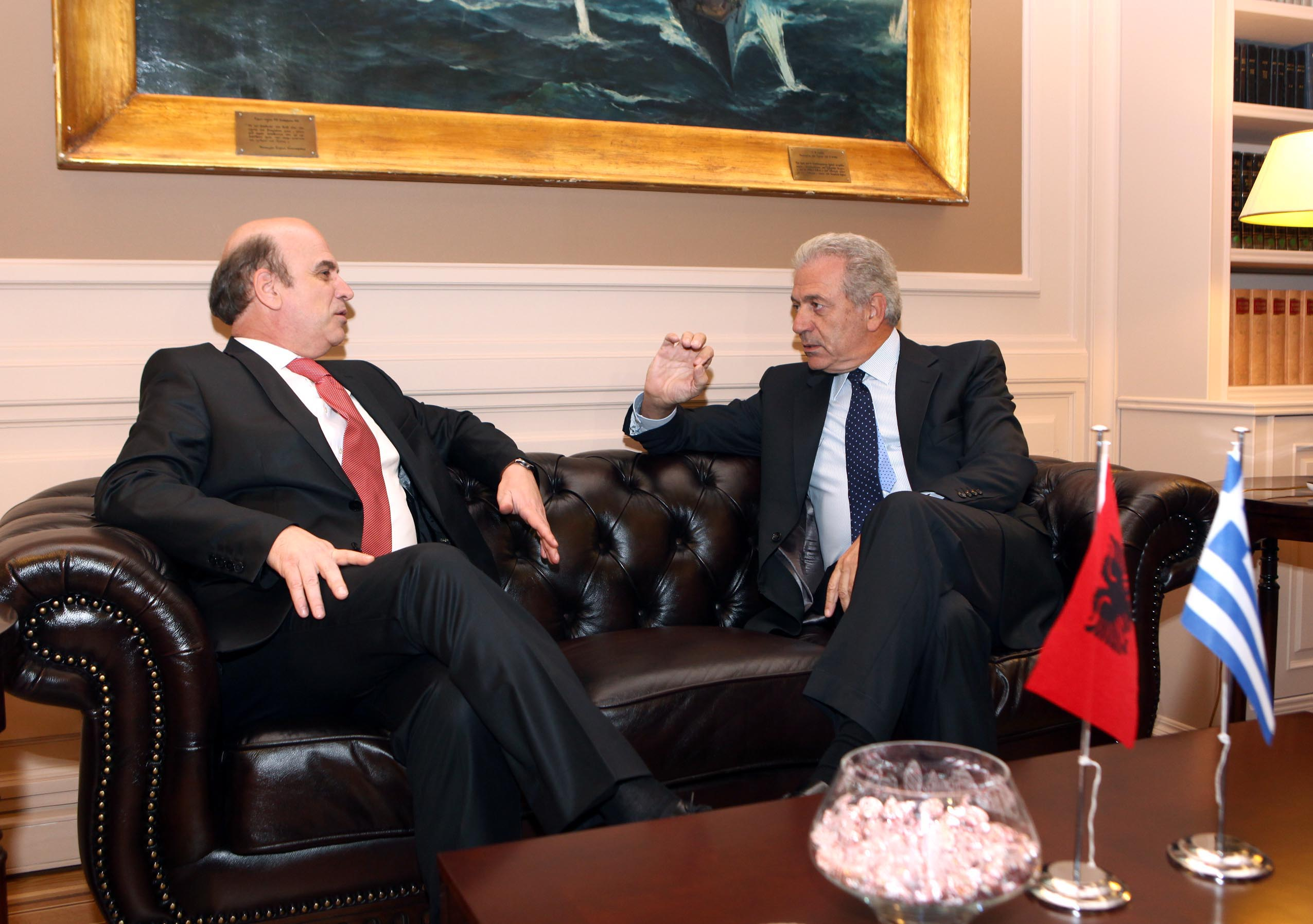
Treffen der Außenminister Edmond Panariti (links) und Dimitris Avramopoulos (rechts) im Oktober 2012

Der Sturz des kommunistischen Regimes 1990 markierte einen Wendepunkt. In den Folgejahren wanderten Hunderttausende Albaner auf der Suche nach Arbeit nach Griechenland aus. Trotz langsamer Annäherung führten die Minderheitenfragen immer wieder zu Spannungen. Politiker und Medien in beiden Ländern feuerten immer wieder den Konflikt an: Albanien beschuldigte den südlichen Nachbarn, das Land zu destabilisieren, Griechenland beklagte Verletzungen von Minderheitenrechte im Nordepirus. Tatsächlich schlossen die albanischen Behörden griechische Schulen und schikanierten Griechen. Sie versuchten auch den Einfluss Griechenlands auf die Autokephale orthodoxe Kirche von Albanien einzuschränken. Am 10. April 1994 wurden zwei albanische Soldaten, die an der Grenze in Dropull Dienst leisteten, von griechischen Paramilitärs der „Befreiungsfront Nordepirus“ im Schlaf getötet, drei weitere verletzt. Fünf Vertreter der Omonia, einer Vereinigung zur Vertretung der politischen, sozialen und kulturellen Interessen der Griechen, wurden der Mittäterschaft angeklagt. Sie wurden ein Jahr später im „Prozess gegen die Fünf“ verurteilt, worauf Griechenland 100.000 oder mehr Albaner ohne Papiere des Landes verwies.
Für Albanien waren geregelte Beziehungen zu Griechenland aus vielen Gründen wichtig – Athen konnte zuletzt auch über die Europäische Union Druck auf Tirana ausüben. Auch Griechenland war auf billige Arbeitskräfte angewiesen. Der Regierungswechsel 1993 in Athen trug dazu bei, dass sich das Verhältnis trotz einiger Rückschläge entspannte. 1995 besuchte Außenminister Karolos Papoulias Tirana, 1996 der Staatspräsident Konstantinos Stefanopoulos. Der albanische Staatspräsident Sali Berisha erklärte, dass die Minderheiten gemäß internationaler Standards geschützt seien. 1996 unterzeichnete Stefanopoulos in Tirana einen Vertrag über Freundschaft, gute Nachbarschaft und Zusammenarbeit. Zwei Monate später kehrte er zurück, um Berisha im Wahlkampf den Rücken zu stärken. 1997 beteiligte sich Griechenland an der Operation Alba zur Stabilisierung seines Nachbarn.
Die Frage der enteigneten Çamen-Albaner ist aber bis heute ungeklärt. Albanien forderte in den 1990er Jahren die Anerkennung von Rückkehrrechten und Entschädigungen für die vertriebenen Albaner, was Griechenland strikt ablehnte. Ein weiterer Streitpunkt ist die Abgrenzung der Seegrenzen (insbesondere der Ausschließlichen Wirtschaftszonen) im Ionischen Meer. 2020 einigten sich beide Seiten darauf, die Streitfrage dem Internationalen Gerichtshof vorzulegen. Griechenland hat sich außerdem bisher geweigert, die Unabhängigkeitserklärung des Kosovo von 2008 diplomatisch anzuerkennen, da es Serbien und Russland nahesteht. Auch Vorkommnisse rund um die griechische Minderheit in Albanien führen immer wieder zu neuen Spannungen zwischen beiden Ländern. Der Fall Aristotelis Goumas 2010 wurde von der griechischen Regierung verurteilt. Heftigere Reaktionen löste 2023 die Verhaftung des griechischstämmigen Lokalpolitikers Fredis Beleris aus, der bei der Kandidatur zum Bürgermeister von Himara des Stimmenkaufs beschuldigt wurde. Athen drohte daraufhin, den EU-Beitrittsprozess Albaniens zu blockieren.

## Wirtschaftsbeziehungen
Griechenland zählt seit den 1990er Jahren zu den bedeutendsten Wirtschaftspartnern Albaniens. Es ist traditionell einer der größten Investoren und Handelspartner des Landes. Zeitweise rangierte Griechenland als wichtigster ausländischer Investor in Albanien; griechische Banken, Telekommunikations- und Energieunternehmen engagierten sich stark. Umgekehrt ist Albanien für Griechenland als Absatzmarkt und Investitionsziel von Interesse – insbesondere aufgrund der geografischen Nähe und Wachstumschancen in Sektoren wie Bauwirtschaft, Tourismus sowie Nahrungsmittelindustrie. In den 2020er Jahren stammten rund 1,5 % der gesamten griechischen Warenausfuhr aus Lieferungen nach Albanien. Albanien liegt damit auf Platz 18 der Exportmärkte Griechenland. Die Wirtschaftsbeziehungen haben sich in den frühen 2020er Jahren positiv entwickelt. Es bestehen beiderseits Bestrebungen, die Kooperation etwa in Energie- und Infrastrukturprojekten (z. B. dem Trans-Adria-Pipeline-Korridor) sowie im Tourismussektor weiter auszubauen.
Eine besondere wirtschaftliche Rolle spielen zudem die Überweisungen der in Griechenland lebenden Albaner an ihre Familien in der Heimat. Hunderttausende Albaner zogen – teilweise immer wieder – illegal über die Grenze, um in Griechenland zu arbeiten und die Familie zu ernähren. 2011 wurde fast eine halbe Million albanische Staatsbürger in Griechenland gezählt. Namhaft dürfte die Zahl der Undokumentierten und Eingebürgerten sein. In den 2000er-Jahren beliefen sich diese Rückflüsse auf bis zu 1 Milliarde Euro jährlich. Die griechische Finanzkrise ab 2010 führte zur Rückkehr vieler albanischer Arbeitsmigranten und zu einem Rückgang von Geldtransfers.

## Kulturbeziehungen

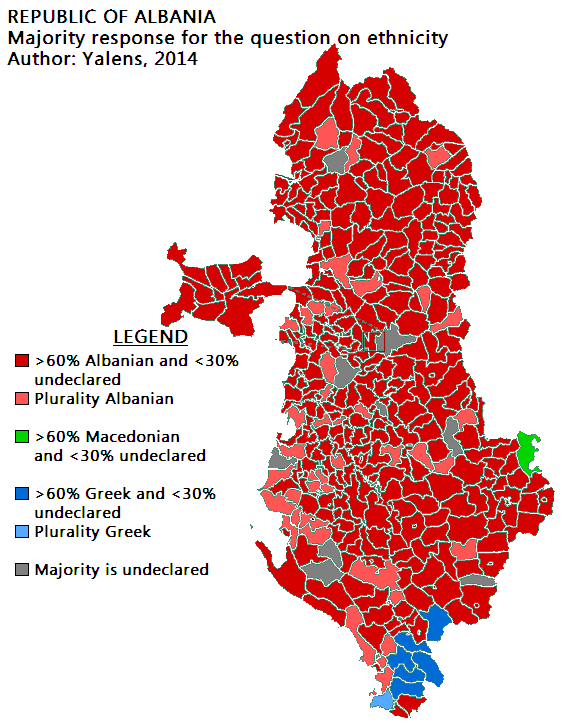
Die griechische Minderheit in Albanien lebt hauptsächlich in Südalbanien

In Albanien lebt eine anerkannte griechische Minderheit (etwa 0,9 % der Bevölkerung, konzentriert in Südalbanien), die über eigene Schulen, Medien und Organisationen verfügt. Die albanische Regierung bezeichnet die griechische Gemeinschaft ausdrücklich als „Bereicherung“ (Albanisches Außenministerium: Website der Botschaft in Athen) für das Land und hat 2017 ein fortschrittliches Minderheitenschutzgesetz verabschiedet. Die griechische Minderheit in Albanien ist in den Parteien Partia Bashkimi për të Drejtat e Njeriut und Partia Minoriteti Etnik Grek për të Ardhmen organisiert. Gleichzeitig stellt die große albanische Gemeinschaft in Griechenland – zeitweise über 600.000 Menschen – eine Brücke zwischen den Gesellschaften dar. Diese albanischstämmigen Einwohner (oftmals mittlerweile griechische Staatsbürger der zweiten Generation) haben zur Verbreitung der albanischen Kultur in Griechenland beigetragen, während umgekehrt viele Albaner durch ihre Arbeit in Griechenland Sprache und Kultur des Nachbarlandes kennengelernt haben.
Beide Staaten arbeiten offiziell im Bildungs- und Kulturbereich zusammen. Ein Abkommen über Zusammenarbeit in den Bereichen Bildung, Wissenschaft und Kultur wurde 1998 unterzeichnet. Seither gibt es regelmäßige Kulturwochen, den Austausch von Studenten und Wissenschaftlern sowie Schulpartnerschaften. An der Universität Tirana und der Universität Gjirokastra wurden Studiengänge für griechische Sprache, Literatur und Kultur eingerichtet. In der albanischen Hauptstadt Tirana besteht mit der Arsakeion-Schule eine privat finanzierte griechische Schule. Ebenso werden in den griechischsprachigen Gebieten Südalbaniens öffentliche Schulen zweisprachig (albanisch/griechisch) geführt.
Die orthodoxe Kirche stellt ein weiteres kulturelles Band dar: Ein Teil der albanischen Bevölkerung gehört wie die große Mehrheit der Griechen der Ostkirche an. Die Autokephale Orthodoxe Kirche Albaniens wurde 1937 vom Ökumenischen Patriarchat von Konstantinopel anerkannt und ist seitdem eigenständig, arbeitet jedoch eng mit der Griechisch-Orthodoxen Kirche und anderen orthodoxen Kirchen zusammen. Auch auf zivilgesellschaftlicher Ebene bestehen vielfältige Kontakte – von Städtepartnerschaften bis zu gemeinsamen archäologischen Projekten (z. B. in Butrint oder Apollonia).

## Diplomatische Standorte
- Albanien hat eine Botschaft in Athen und Generalkonsulate in Korça und Gjirokastra.
- Griechenland hat eine Botschaft in Tirana und Generalkonsulate in Thessaloniki und Ioannina.